# 雅罗斯拉夫·弗谢沃洛多维奇 (切尔尼戈夫)
雅罗斯拉夫·弗谢沃洛多维奇（俄语：Ярослав Всеволодович；1139年—1198年），古罗斯王公，切尔尼戈夫公爵（1177年—1198年在位）。
雅罗斯拉夫·弗谢沃洛多维奇为切尔尼戈夫公爵和基辅大公弗谢沃洛德二世·奥利戈维奇之子。他在父亲去世后得到斯塔罗杜布作为封地。
1162年，雅罗斯拉夫·弗谢沃洛多维奇与罗斯南部的许多王公联合进攻多罗戈布日王公弗拉基米尔·姆斯季斯拉维奇，将后者赶出斯卢奇克领地。
雅罗斯拉夫·弗谢沃洛多维奇于1177年获得切尔尼戈夫的公位。他经常与其他罗斯王公唱反调：拒绝参加1184年罗斯各公国对游牧民族波洛韦茨人的联合作战，1187年又阻挠另一次对波洛韦茨人的远征。
1194年，在斯维亚托斯拉夫·弗谢沃洛多维奇大公（他是雅罗斯拉夫的哥哥）去世后，雅罗斯拉夫·弗谢沃洛多维奇参加了留里克·罗斯季斯拉维奇王公与沃伦诸王公为争夺基辅大公公位而进行的内讧。这实际上也是留里克王朝的两支主要王族：莫诺马霍维奇家族和奥利戈维奇家族之间的斗争。而且战局因为弗拉基米尔大公弗谢沃洛德三世·尤里耶维奇的干预而更加混乱。
雅罗斯拉夫·弗谢沃洛多维奇曾试图占领诺夫哥罗德。1196年他确实控制了这个商业城市的一部分；不过诺夫哥罗德人的要求下，雅罗斯拉夫决定派自己的儿子亚罗波尔克·雅罗斯拉维奇去当王公，后者在诺夫哥罗德只统治了一年（1197年）。